# Studentenkarzer (Göttingen)

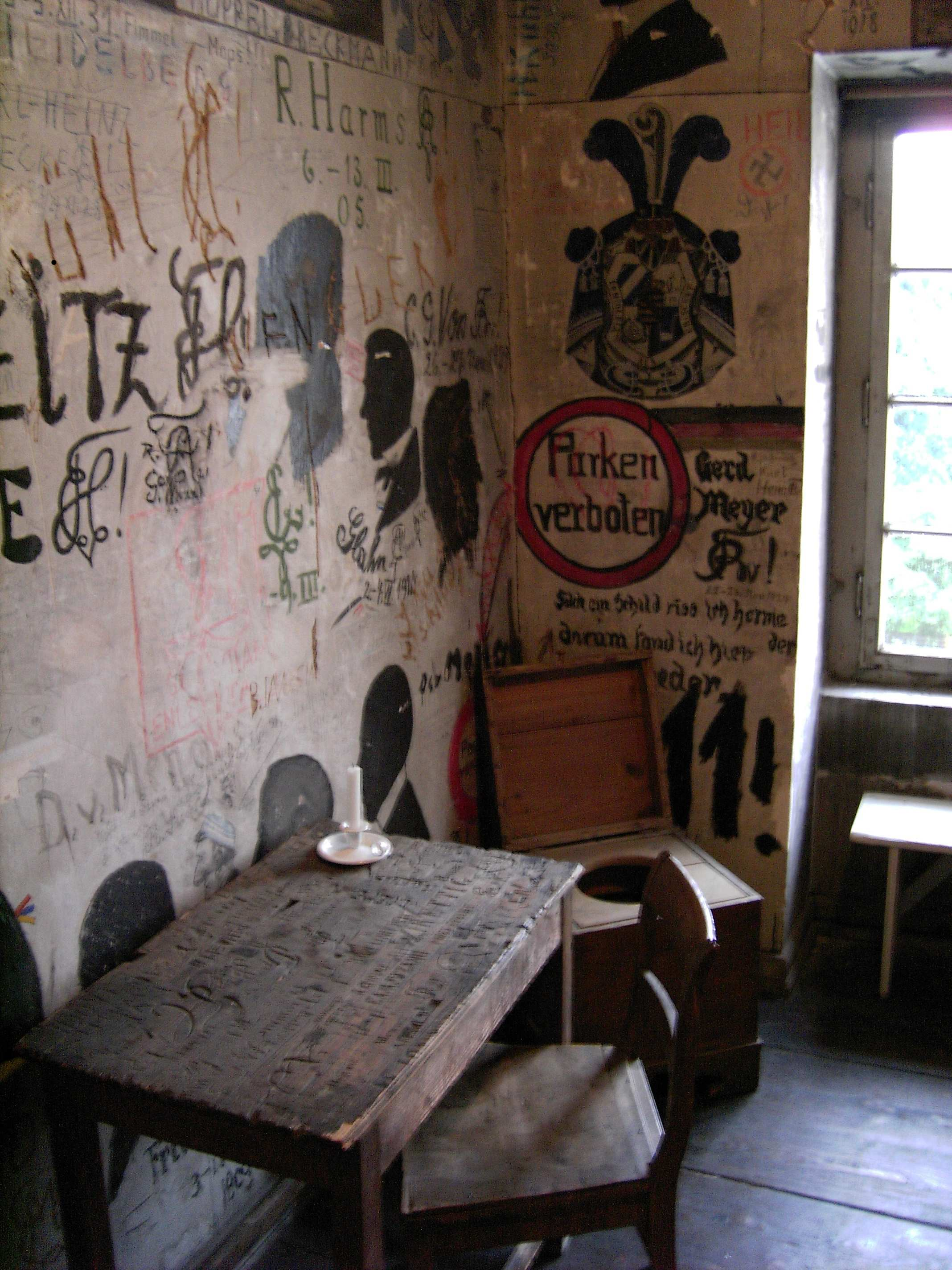
Eine Zelle des Göttinger Karzers mit Karzermöbeln

Der Studentenkarzer in Göttingen diente bis 1933 als Gefängnis für Studenten der Georg-August-Universität. Er befindet sich heute in der Aula am Wilhelmsplatz.

## Geschichte
Die Ursprünge des Göttinger Karzers gehen zurück auf die Zeit, als sämtliche Angehörigen der Universität noch der akademischen Gerichtsbarkeit, die die Universität innehatte, unterlagen. Mit der Einrichtung eines Studentenkarzers wurden Haftstrafen üblich, die bis zu 14 Tagen Dauer betragen konnten. Strafbare Vergehen waren unter anderem Beleidigung, öffentliche Trunkenheit, nächtliches Lärmen, Faulheit und zu schnelles Reiten in der Stadt. Eine Karzerordnung regelte das Verhalten in Haft.
Die ersten vier Arrestzellen für Studenten befanden sich zwischen der Paulinerkirche und dem 1737 fertiggestellten Kollegienhaus im Papendiek. Möglicherweise wurden dort zuvor schon Schüler der Vorgängereinrichtung, des Pädagogium inhaftiert.

### Concilienhaus

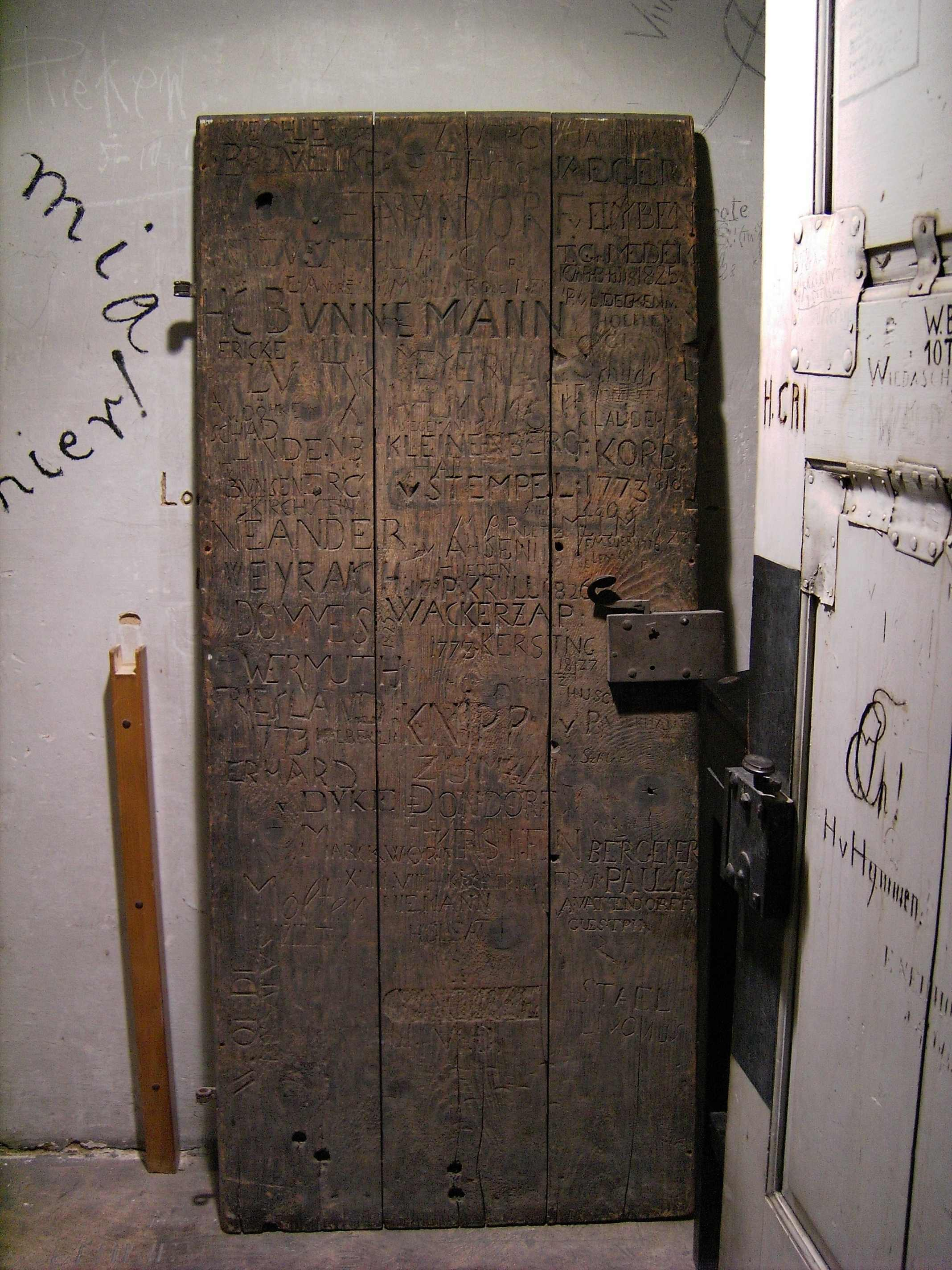
Holztür mit Einschnitzungen aus dem Karzer im Concilienhaus

Allerdings hielten diese Räumlichkeiten nicht dem schnellen Anstieg der Studentenzahlen stand. Deshalb wurde der Karzer 1764 in das sogenannte Concilienhaus in der Prinzenstraße 1 verlegt, das bis dahin der Theologe Christoph August Heumann bewohnt hatte. Dieser Karzer verfügte über drei Zellen. Daneben standen Räume für das akademische Gericht zur Verfügung, das hier dienstags und freitags tagte.
In den 1820er-Jahren, als sich Heinrich Heine in Göttingen aufhielt, war ein Pedell namens Brühbach für den Betrieb des Karzers zuständig, der sich aber offensichtlich keines großen Respekts seitens der Studenten erfreute. So berichtet Heine in seiner Harzreise von folgender Begebenheit:
Entsprechend wurde der Spitzname dieses zweiten Karzers in Hotel de Gräfe angepasst, als Brühbach sein Amt an Gräfe abgegeben hatte. Der spätere Reichskanzler Otto von Bismarck war während seiner Studienzeit mehrfach Insasse im Karzer „Hotel de Brühbach“. Dabei wurden ihm unter anderem Teilnahme an verbotenen Duellen und öffentliches Tabakrauchen vorgeworfen. Insgesamt musste er 18 Tage verbüßen, wovon er allerdings drei an seinem späteren Studienort in Berlin absitzen durfte. Die damalige Tür, in die Bismarck v. Bismarck Han XID einritzte, ist nun im Bismarckhäuschen zu sehen. Eine zweite Tür dieses Karzers steht im Eigentum des Städtischen Museums und ist im Karzer im Aulagebäude zu sehen.

### Karzer im Aulagebäude

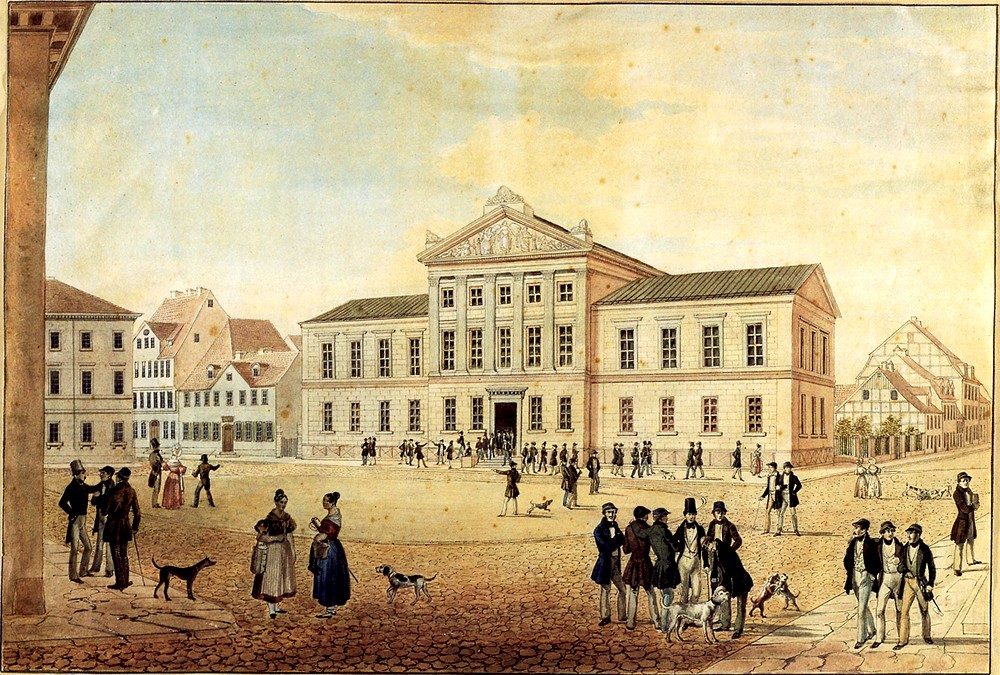
Die Aula der Universität Göttingen, 1837, kurz vor der Aufstellung des Denkmals für Wilhelm IV.

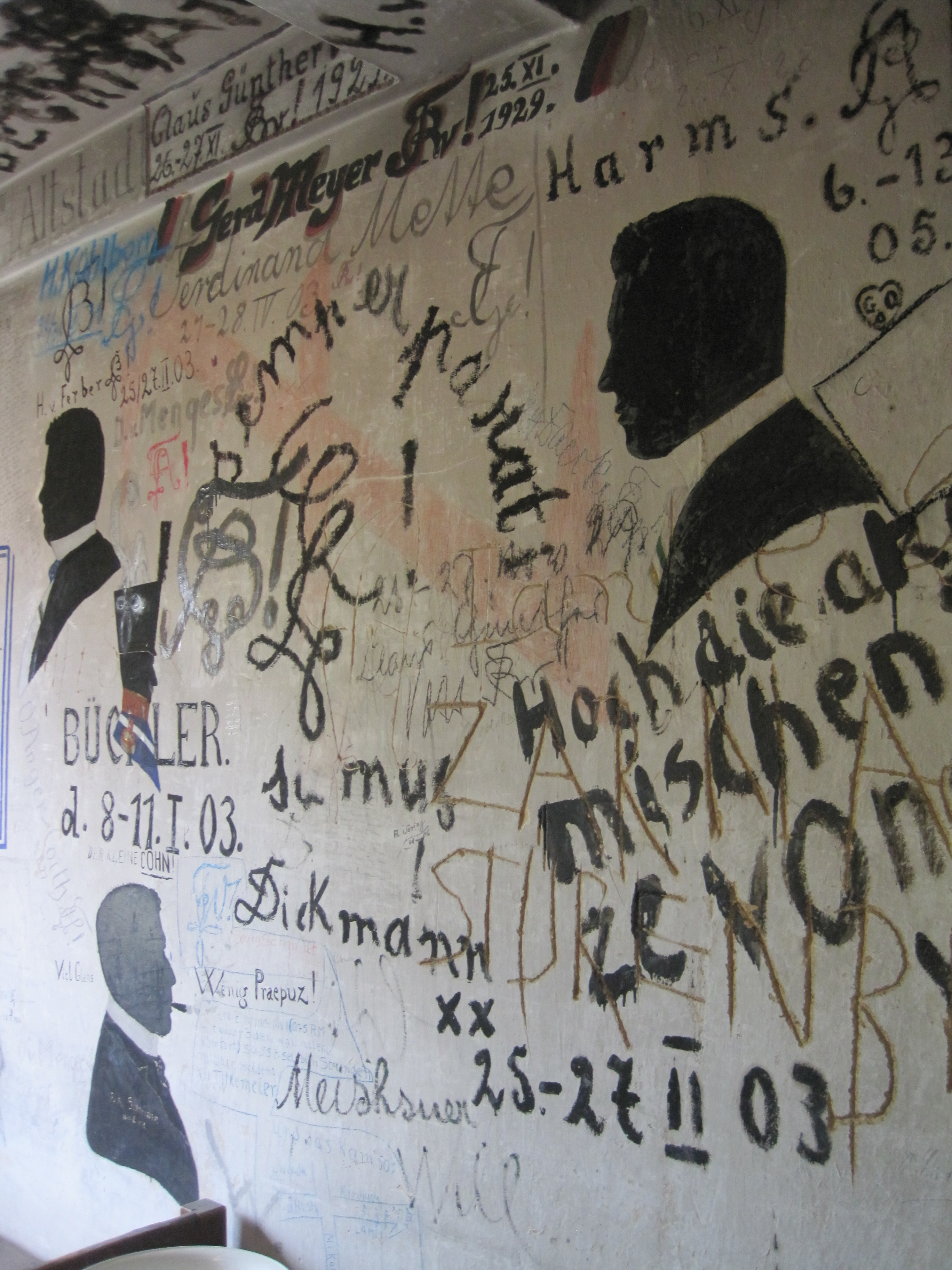
Typische Wandverzierungen: Zirkel, Schattenrisse und Karzersprüche

1837 wurde das Aulagebäude am Neuen Markt, der seitdem nach Wilhelm IV. Wilhelmsplatz heißt, eröffnet. Das imposante Gebäude sollte neben Repräsentationszwecken auch administrative Aufgaben haben. Unter anderem wurde die akademische Gerichtsbarkeit im Westflügel untergebracht.
Das war nötig geworden, weil die Zellen im Concilienhaus abermals nicht mehr ausreichten. Die Universität hatte weiterhin steigende Studentenzahlen zu verzeichnen – und die akademischen Behörden waren zu strengen Maßnahmen angehalten. Dennoch war das Absitzen der Zeit im Karzer mittlerweile ein Jux für die Studenten geworden. Eine Haft gehörte zum guten Ton, und man war stolz darauf. Als Ausdruck dessen verewigten sich viele Insassen mit Namen, Konterfei und den Zeichen ihrer jeweiligen Studentenverbindung an den Wänden. Zu diesen späteren Karzer-Aufenthalten gehörte die obligatorische Karzerfahrt. So wurden die verurteilten Studenten teilweise in schwere Ketten gelegt und als Sträflinge verkleidet durch die Stadt geführt, gefolgt von einem mit schweren Pferden bespannten Brauereiwagen, auf dem sich ein großes Fass Bier und eine Bierorgel befanden. Vor der Aula wurden dann Reden gehalten und die Verurteilten feierlich in den Arrest geleitet.
Das Hotel de Gräfe wurde geschlossen und der Karzer ins Aulagebäude verlegt. Dort umfasste er ursprünglich zwölf Zellen in zwei Stockwerken. 1877 wurde die akademische Gerichtsbarkeit abgeschafft, allerdings erließ Preußen, zu dem Göttingen seit 1866 gehörte, am 29. Mai 1879 das Gesetz, betreffend die Rechtsverhältnisse der Studierenden und die Disziplin auf den Landesuniversitäten, der Akademie zu Münster und dem Lyzeum Hosianum in Braunsberg, das weiterhin Maßnahmen gegen Studenten vorsah, darunter bis zu zwei Wochen Karzerhaft. Dennoch verlor das Universitätsgericht stetig an Bedeutung, sodass weniger Studenten verurteilt wurden. Ab 1900 wurden daher nur noch vier Karzerzellen im oberen Stockwerk als solche genutzt. Die anderen Räume wurden als Lager verwendet oder – im Stockwerk darunter – baulich stark umgestaltet und dann der Verwaltung zugeschlagen.
Im August 1914 wurde ein in Göttingen studierender Kanadier vom Ausbruch des Ersten Weltkrieges überrascht. Als nun „feindlicher Ausländer“ sollte er in ein Internierungslager gebracht werden. Da nahm ihn der damalige Prorektor der Universität kurzerhand in Karzerhaft, und zwei Monate später durfte er schließlich nach Kanada ausreisen.
Genutzt wurde der Karzer bis 1933. Aufgrund geringer Insassenzahlen wurde am Ende im Wesentlichen nur noch ein Zimmer genutzt, was dessen Wandzeichnungen belegen. Dieses blieb im Originalzustand – inklusive der Möbel (Bett mit Kopfstütze, Tisch, Stuhl, Bänkchen, Ofen sowie Abort- und Waschschale). Die anderen drei Räume der Etage wurden hingegen mit Aktenregalen der Verwaltung und Bibliothek gefüllt. Heute können die oberen Karzerzellen im Rahmen von Stadtführungen besichtigt werden.